# Terezka (divadelní hra)
Terezka je divadelní hra Lenky Lagronové z roku 1997. Předlohou příběhu se autorce stal život svaté Terezie z Lisieux.
Poprvé ji uvedla Městská divadla pražská v Divadle Komedie 7. března 1997. Hru nastudoval režisér Jan Nebeský, titulní roli ztvárnila Lucie Trmíková. Terezka získala Cenu Alfréda Radoka za hru roku a nejlepší ženský herecký výkon Lucie Trmíkové. 19. prosince 1998 se inscenace dočkala obnovené premiéry. Od sezony 2002/2003 přešla do repertoáru Pražského komorního divadla, kde se udržela do 11. června 2004.
Nejnověji hru představilo divákům Divadlo na Vinohradech ve spolupráci se Symfonickým orchestrem hlavního města Prahy FOK v prostorách kostela svatého Šimona a Judy Na Františku. Pod režijním vedením Radovana Lipuse a hudebním vedením Pavla Helebranda v hlavních rolích vystoupily Karolína Knězů, Naďa Konvalinková nebo Vendulka Křížová. Předpremiéry proběhly v květnu a červnu 2024, premiéra 25. října 2024.
Nastudování Radovana Lipuse je věnované Simoně Postlerové, která měla v inscenaci také účinkovat v roli sestry Vincenty, kterou po její smrti převzala Vendulka Křížová.

## Obsah

### Postavy
- Terezka
- Matka představená
- Vincenta
- Magdalena
- Anežka
- Tatínek
- Maminka

### Děj
Děj se odehrává na francouzském pobřeží v 19. století, kde žije manželský pár se dvěma dcerami. Po úmrtí matky se starší dcera Anežka rozhodne odejít do kláštera. Mladší Terezka si přeje jít v sestřiných stopách.

## Divadelní inscenace

### Soupis
- 1997  Terezka, Městská divadla pražská (Divadlo Komedie), režie: Jan Nebeský, v titulní roli: Lucie Trmíková
- 1998  Terezka, Městská divadla pražská (Divadlo Komedie), režie: Jan Nebeský, v titulní roli: Lucie Trmíková
- 2002  Terezka, Pražské komorní divadlo (Divadlo Komedie), režie: Jan Nebeský, v titulní roli: Lucie Trmíková
- 2005  Terezka, Divadlo Dagmar Karlovy Vary (Komorní scéna U Karlovy Vary), režie: Martin Vokoun, v titulní roli: Naďa Pajanková
- 2024  Terezka, Divadlo na Vinohradech (kostel svatého Šimona a Judy), režie: Radovan Lipus, v titulní roli: Karolína Knězů

### Inscenace Divadla na Vinohradech
- Radmila Hrdinová, Novinky.cz, 28. října 2024  65 %[2]
- Tomáš Šťástka, iDNES.cz, 9. ledna 2025  75 %[3]

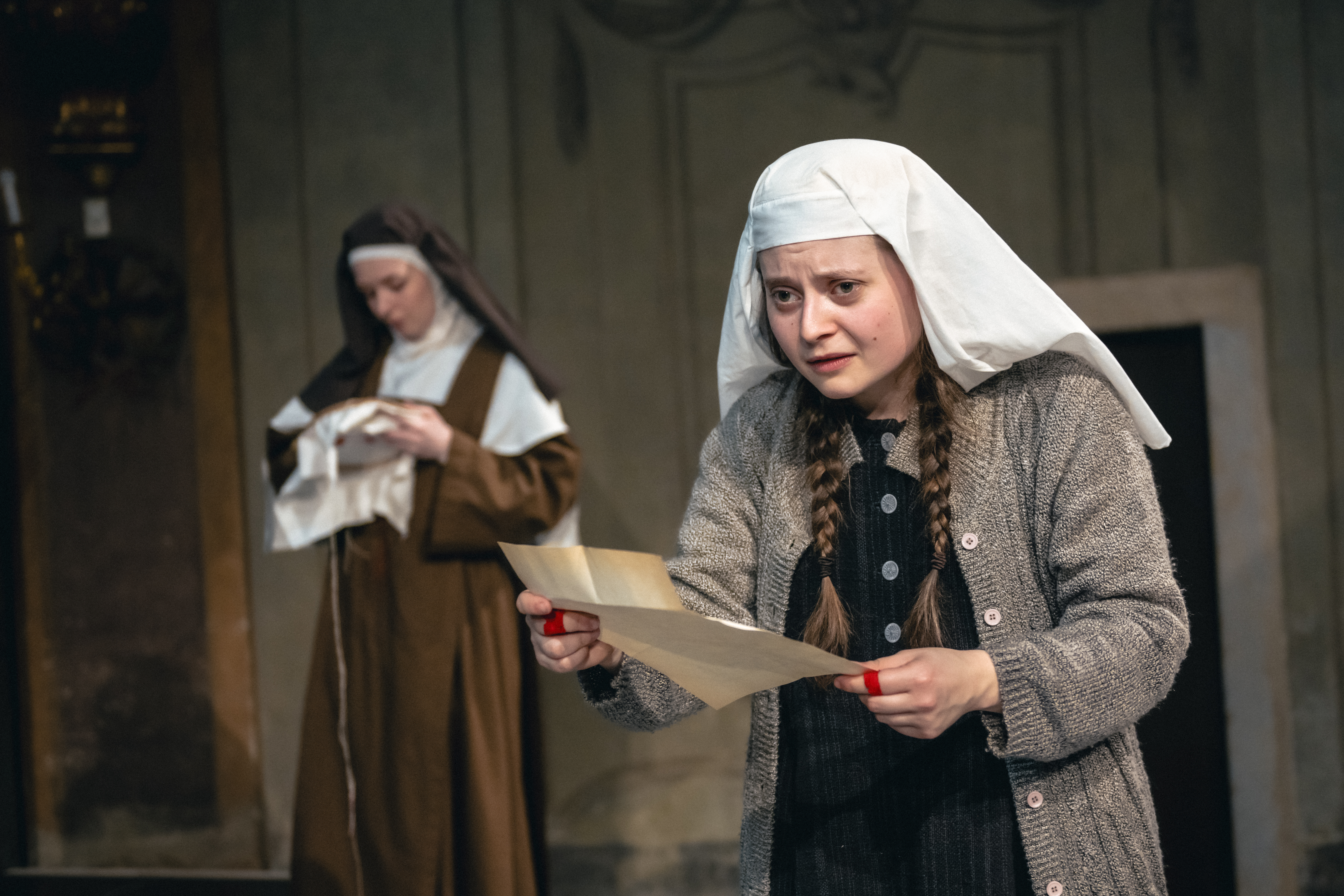
Karolína Knězů jako Terezka
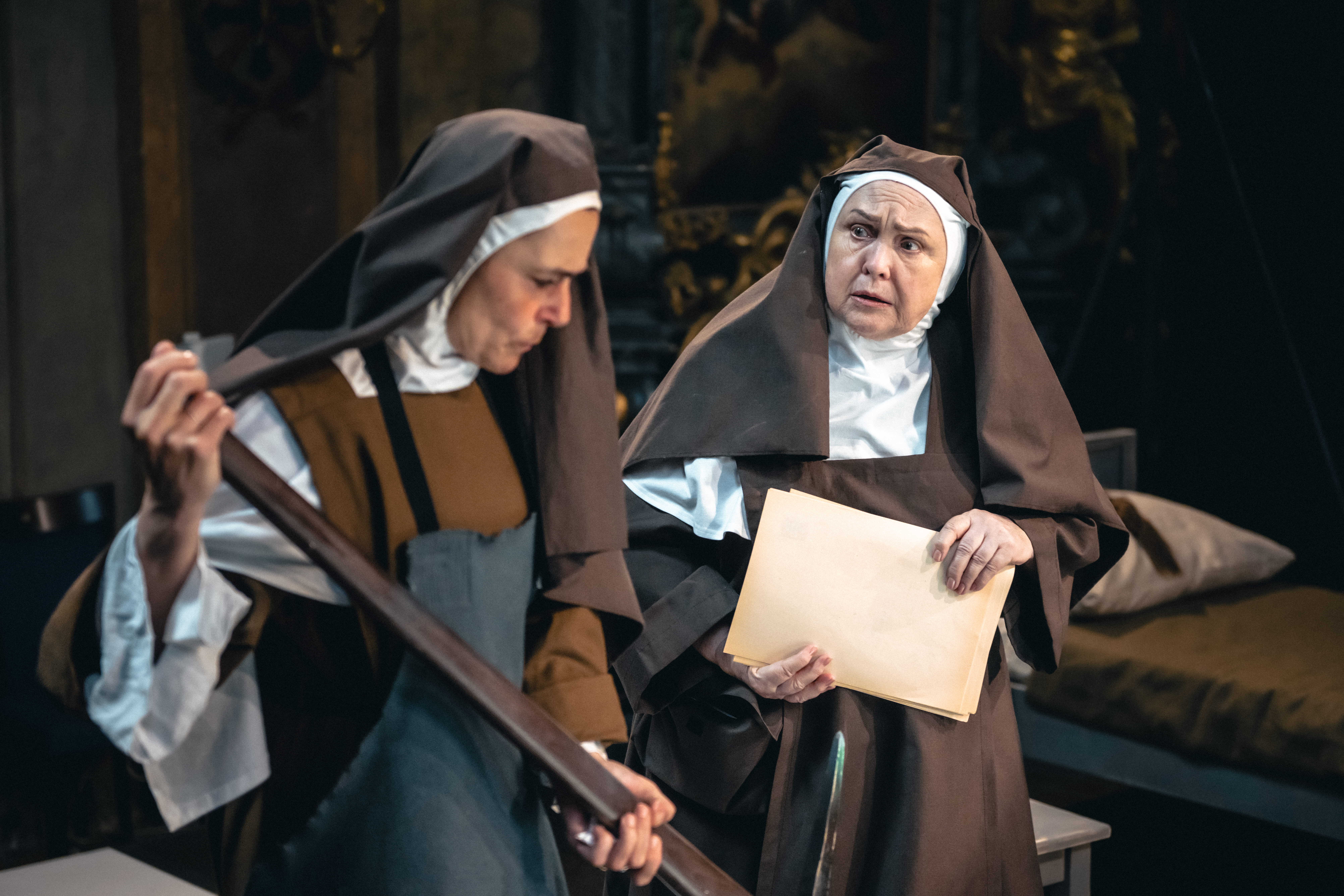
Naďa Konvalinková jako Matka představená
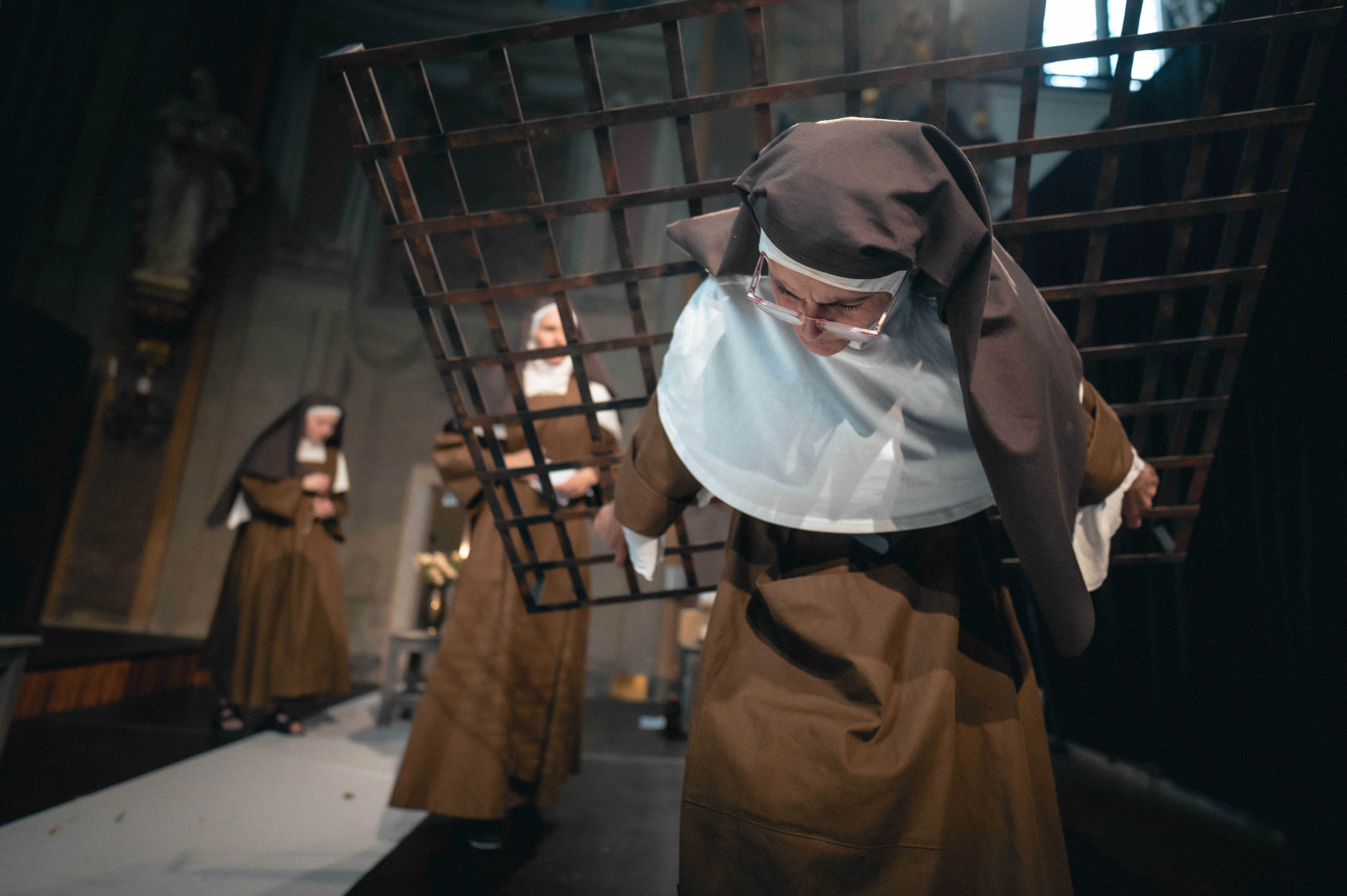
Vendulka Křížová jako Vincenta
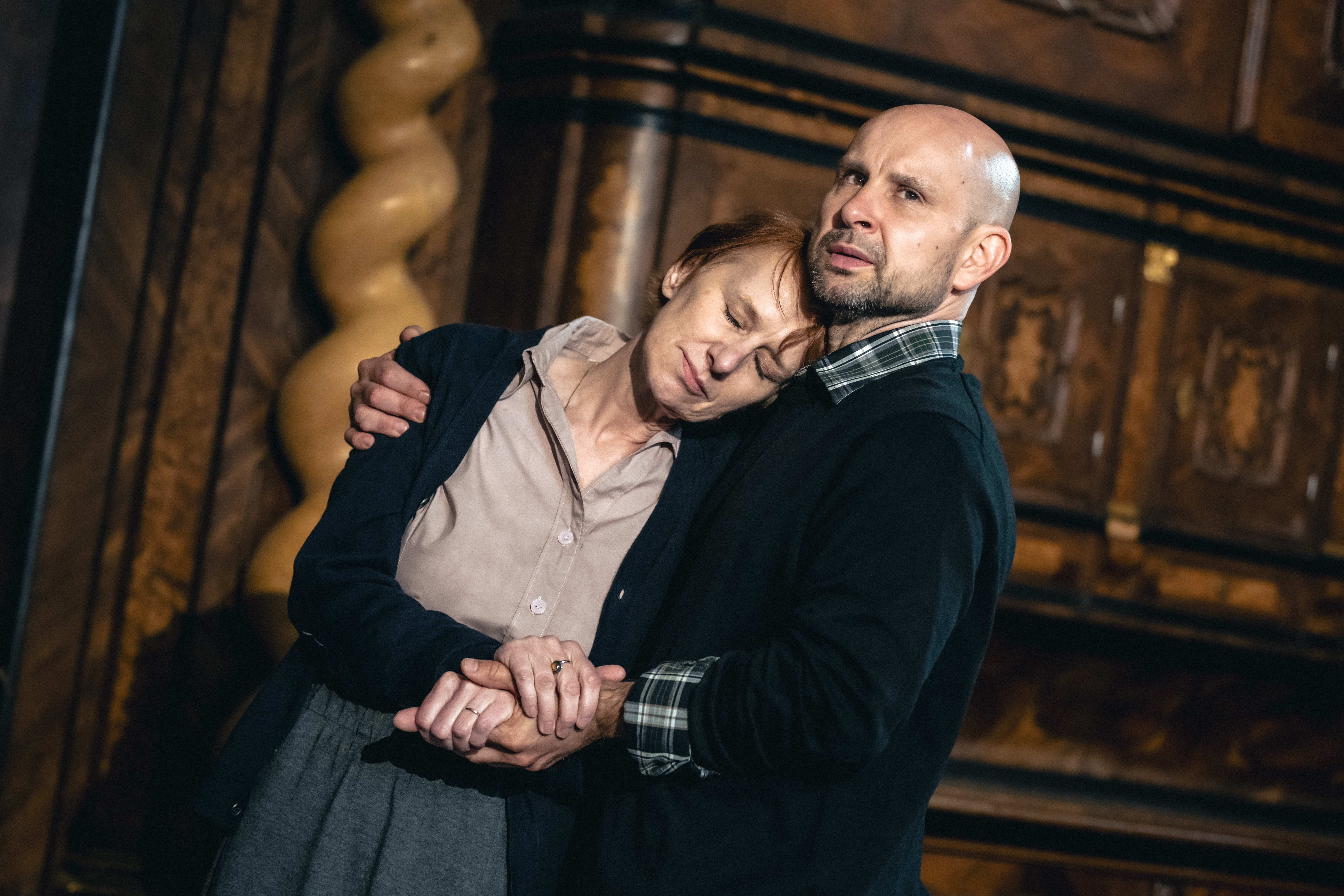
Alexandra Tomanová jako Maminka a Tomáš Dastlík jako Tatínek
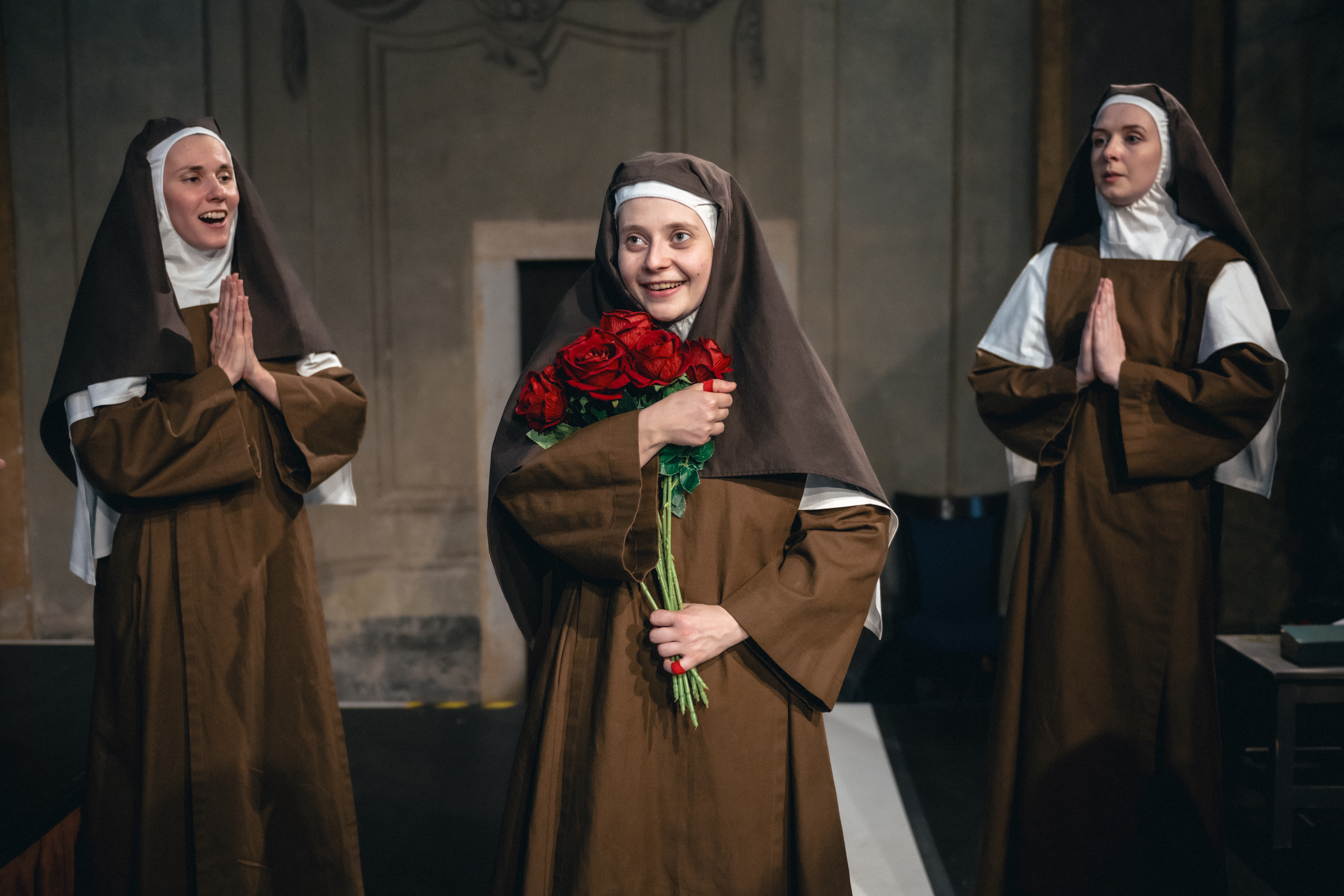
Šárka Krausová jako Anežka, Karolína Knězů jako Terezka a Barbora Poláchová jako Magdalena